# Він став постійним членом
Він став постійним членом (англ. He Became a Regular Fellow) — американська короткометражна кінокомедія режисера Роя Клементса 1916 року.

## У ролях
- Пет Руні
- Едвард Седжвік
- Лідія Єменс Тітус
- Джессі Арнольд
- Едвард Кларк
- Кьюпі Морган